# Mount Trail
Mount Trail ist ein Berg an der Küste des ostantarktischen Enderbylands. Am Kopfende der Amundsenbucht ragt er an der Nordostflanke des Auster-Gletschers auf.
Luftaufnahmen der Australian National Antarctic Research Expeditions dienten 1956 seiner Kartierung. Das Antarctic Names Committee of Australia benannte ihn nach dem australischen Geologen David Scott Trail (* 1931), der 1961 auf der Mawson-Station tätig war.